# الملعب المالي
الملعب المالي نادي كرة قدم مالي يلعب في دوري الدرجة الممتازة .

## إنجازات فريق كرة القدم
- حصل على كأس الاتحاد الكونفدرالي الأفريقي لكرة القدم للأندية: عام 2009
- وصيف بطولة دوري ابطال أفريقيا عام 1964